# Gjøa (schip, 1872)

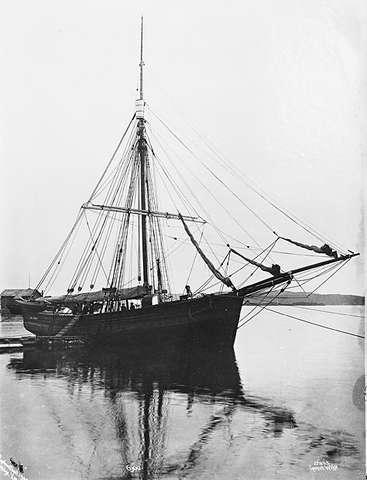
De Gjøa in 1903

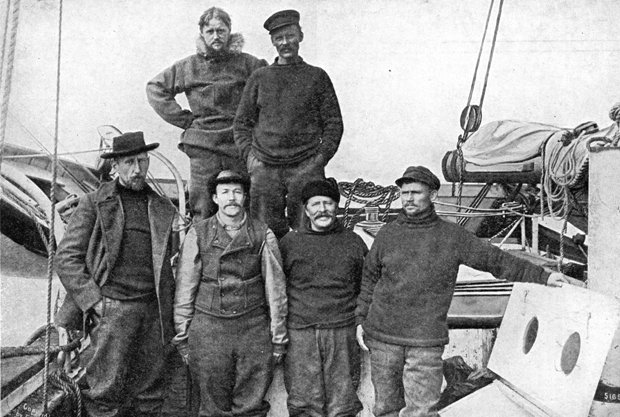
De bemanning, v.l.n.r. vooraan: Amundsen, Peder Ristvedt, Adolf Lindström en Helmer Hanssen en erachter Godfred Hansen en Anton Lund

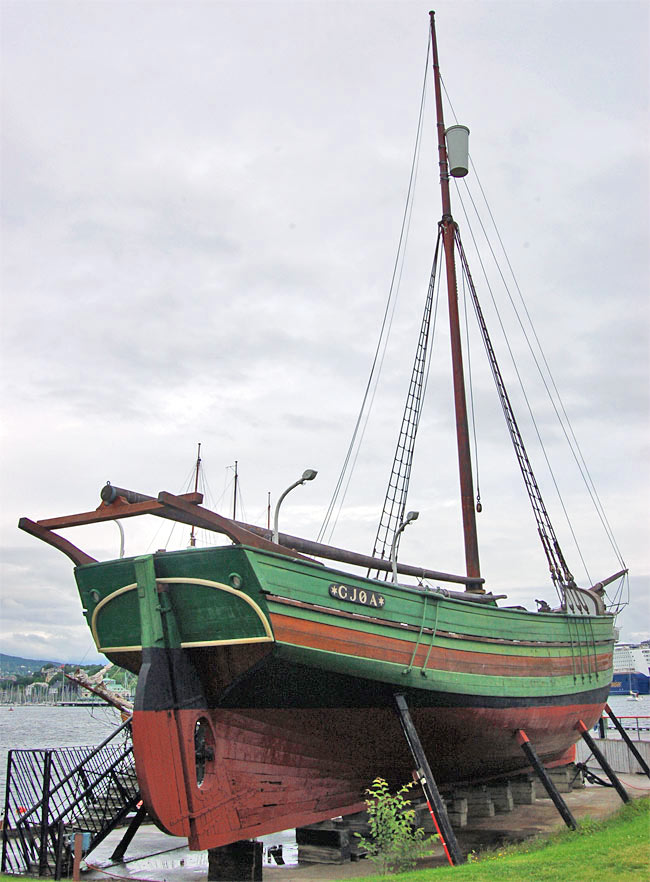
De Gjøa in het Noors Maritiem Museum

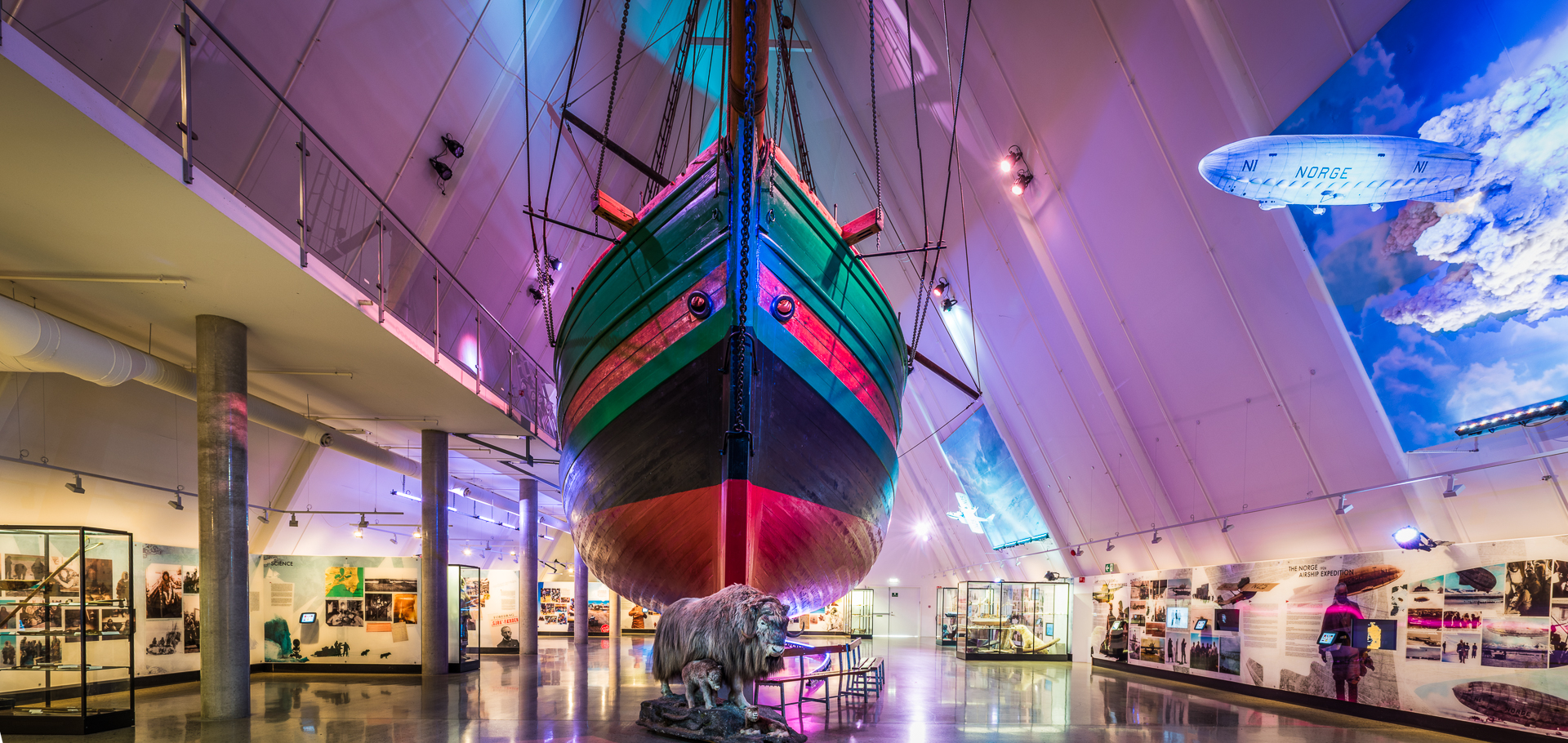
De Gjøa in de hal van het Frammuseum

De Gjøa was het eerste schip dat voer door de Noordwestelijke Doorvaart. Met een bemanning van zes personen doorkruiste Roald Amundsen deze passage van 1903 tot 1906.

## Bouw
De Gjøa is in 1872 gebouwd als een vissersboot voor de vangst van haring. Het is 21,3 meter lang en 6,1 meter breed. Het werd gebouwd door de Noor Knut Johannesson Skaale in Rosendal. 

## Aankoop door Amundsen
Op 28 maart 1901 werd de boot gekocht door Amundsen voor zijn expeditie naar de Noordelijke IJszee. Gjøa was veel kleiner dan de schepen die door andere poolexpedities zijn gebruikt. Amundsen was van plan te leven van de beperkte middelen die land en zee boden. Gezien de beperkte hoeveelheid voedsel in het gebied kon hij alleen de reis maken met een kleine bemanning. De geringe diepgang van de boot maakte het gemakkelijker de kust te bereiken om daar op voedsel te jagen of te kopen van de lokale bevolking.
Amundsen had weinig ervaring met zeilen in het poolijs en zette een trainingsexpeditie op. Hij nam Hans Christian Johannsen, de voormalige eigenaar van de Gjøa, en een kleine bemanning in dienst en zeilde in april 1901 vanuit Tromsø. Hij bleef vijf maanden in het pakijs van de Barentszzee en deed daar veel ervaring op. In september keerden ze terug en de Gjøa werd verbouwd en aangepast voor de winterse reis. De zeilen gaven de boot onvoldoende snelheid en er werd een kleine motor met een enkele schroef geïnstalleerd. Verder werd de romp verstevigd om bestand te zijn tegen het zeeijs. In het voorjaar van 1902 was de boot gereed.

### Poolexpeditie
Amundsen was de expeditieleider en zijn bemanning bestond uit Godfred Hansen, Helmer Hanssen, Anton Lund, Peder Ristvedt, Gustav Juel Wiik en Adolf Henrik Lindstrøm. Op 16 juni 1903 vertrok de Gjøa uit Oslo en zette koers naar de Labradorzee ten westen van Groenland. Van daaruit stak ze Baffinbaai over en voer door de smalle, ijzige zeestraten van de Arctische Archipel. Eind september lag Gjøa ten westen van het schiereiland Boothia en korte tijd later verslechterde het weer en Amundsen legde de boot vast op een veilige plaats aan de zuidkust van King William Island. Op 3 oktober lag de boot voor twee jaar vast in het ijs.
De bemanning maakte reizen met de slee om metingen te doen om de locatie van de magnetische noordpool te bepalen. Verder leerde men veel van de lokale Inuit. De plaats waar de Gjøa vastlag is nu Gjoa Haven, de enige plaats op het eiland.
Op 13 augustus 1905 verliet de boot Gjoa Haven en voer westwaarts de Beaufortzee in. In oktober lag de Gjøa weer vast in het ijs in de buurt van Herscheleiland in het uiterste noorden van Yukon. Amundsen besloot alleen verder te reizen. Op ski’s legde hij 800 kilometer af om in Alaska het nieuws over zijn expeditie te telegraferen. Hij keerde terug in maart 1906. Op 11 juli kwam de Gjøa los van het ijs. Ze bereikten Nome op 31 augustus 1906 en kwamen op 19 oktober in San Francisco aan.
De Noorse Amerikaanse gemeenschap in San Francisco haalde Amundsen over om de Gjøa te verkopen. De boot werd gedoneerd aan de stad San Francisco en het kreeg een plaats in Golden Gate Park. Amundsen en zijn bemanning reisden per commercieel schip terug naar Noorwegen. Alleen Wiik, de kok, keerde niet terug naar Noorwegen; hij was overleden in de derde winter.

## Museumschip
In de daaropvolgende decennia ging Gjøa langzaam achteruit en in 1939 verkeerde ze in slechte staat. De Tweede Wereldoorlog vertraagde het herstel en de reparaties werden pas in 1949 voltooid. Omdat de boot buiten werd tentoongesteld werd ze aangetast door wind, zout en zand. In 1972 werd ze verscheept naar Noorwegen. Hier kreeg ze een plaats in het Noors Maritiem Museum in Oslo. In mei 2009 ging ze over naar het Frammuseum. Na een uitgebreide restauratie werd ze vanaf 2017 weer aan het publiek getoond. Ze staat in dit museum opgesteld in een hal.